# Simulium suplidoi
Simulium suplidoi är en tvåvingeart som beskrevs av Takaoka 1983. Simulium suplidoi ingår i släktet Simulium och familjen knott.
Artens utbredningsområde är Filippinerna. Inga underarter finns listade i Catalogue of Life.